# Temešvár
Temešvár település Csehországban, Píseki járásban. Temešvár Záhoří, Oslov, Podolí I, Jetětice, Olešná, Kluky, Vlastec és Albrechtice nad Vltavou településekkel határos. Lakosainak száma 129 fő (2024. január 1.).

## Népesség
A település lakosságának változását az alábbi diagram mutatja:
| Lakosok száma | 268  | 280  | 269  | 175  | 127  | 87   | 131  | 127  | 120  | 129  |
|               | 1869 | 1890 | 1921 | 1950 | 1980 | 2001 | 2017 | 2019 | 2022 | 2024 |